# Zirkuh
L'illa de Zirkuh (àrab: جزيرة زركوه, jazīrat Zirkūh) és una illa de l'emirat d'Abu Dhabi (Emirats Àrabs Units) al golf Pèrsic, a 35 km al sud-est de l'illa de Das, a 50 km de l'illa d'Arzanah (situada al sud-oest), i a uns 150 km al nord-oest d'Abu Dhabi (ciutat). Està propera també a l'illa Qarnein (a uns 35 km al nord-oest). És una illa arenosa i rocosa amb una altura màxima de 160 metres al nord-est. Té forma de llàgrima amb la part estreta al sud, amb una distància de 3,5 km de nord a sud i prop de 2 km d'ample al punt màxim. La seva superfície és d'uns 7 km². A poca distància al sud-est es troba el pou petrolier de Saath al-Raazboot.

## Història
Fins a l'any 1978, Zirku va ser un refugi de corbs marí i altres ocells fins que la Zakum Development Company va començar el desenvolupament per al processament del petroli. Avui dia hi ha instal·lacions de refinació de petroli, una terminal de petroli i un aeroport a l'illa. Més recentment, ZADCO ha encarregat estudis per estudiar la biodiversitat a l'illa. Segons un informe de l'agost de 2015, més de 1000 persones viuen i treballen a l'illa. Zirku no té recursos propis d'aigua dolça i, per tant, mai va ser habitat naturalment.
En els darrers anys l'illa va esdevenir un centre de la indústria del petroli amb avançades instal·lacions de petroli i gas que es processa i s'emmagatzema, procedent dels pous anomenats Upper Zakum, Umm Al-Dalkh i Satah. Les instal·lacions estan sota administració de la Zakum Development Company, ZADCO. Totes les instal·lacions són al sud i sud-est de l'illa incloent un bon port o embarcador al sud-est i un aeroport (codi OMAZ) a l'extrem sud.
La vida animal ha patit severament les conseqüències del seu ús per la indústria. Es van introduir gats i rates que fins no fa gaire afectaven a la vida animal encara que avui dia estan en període de captura per ser traslladats o d'eliminació. Les colònies de cormorans de Socotora i de gavines (Phalacrocorax nigrogularis i larus hemprichii) i altres ocells marins, han desaparegut i només resta una colònia de gavines de bec roig (Phaethon aethereus) que encara que reduïda s'ha pogut mantenir a les roques del nord-est i ha començat a recuperar-se. Algunes tortugues hi ponen els ous. El 2006 la Environmental Research and Wildlife Development Agency, ERWDA va fer un estudi de la vida animal de l'illa i en comparació amb les espècies inventariades el 2001 es van trobar quinze espècies noves d'ocells, arribant a un total de 52.
Zirku fou esmentada pel joier venecià Gasparo Balbi el 1580, però les obres per les instal·lacions petrolieres han destruït probablement totes les restes arqueològiques de passades ocupacions.